# Profecia do Cavalo Branco

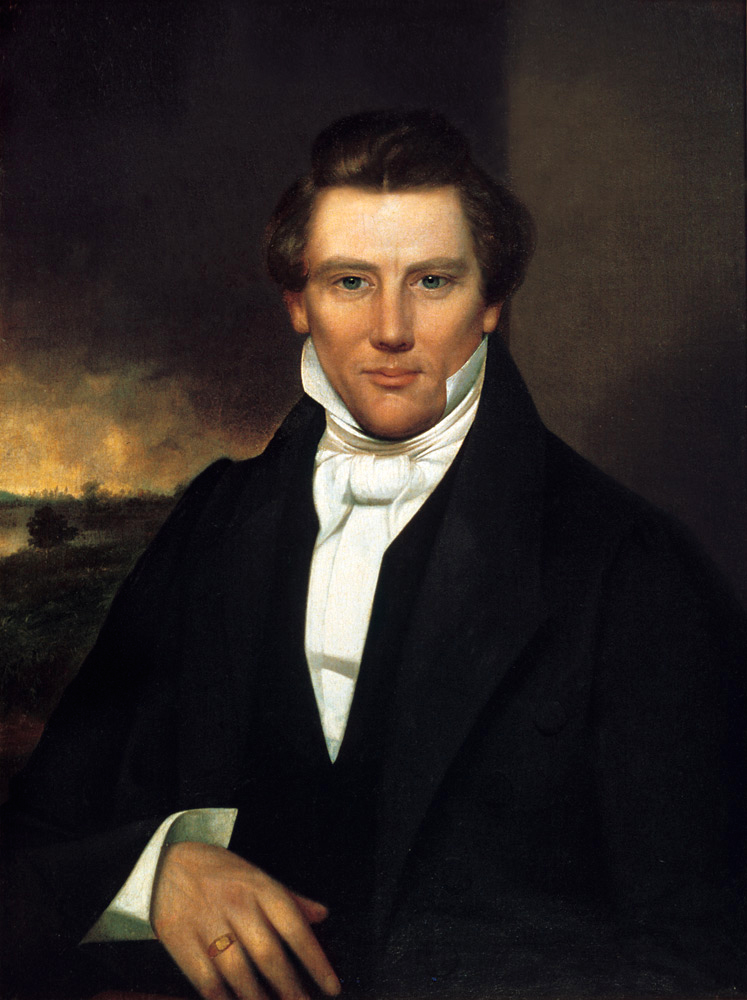
Joseph Smith, Jr., primeiro líder dos Santos dos Últimos Dias (Mórmons), fez uma declaração em 1843, uma aparentemente embelezada versão da qual, à volta de 1900, iria tornar-se conhecida como a Profecia do Cavalo Branco.

A Profecia do Cavalo Branco é o nome popular de uma versão influente mas disputada de uma declaração do futuro dos Santos dos Últimos Dias (popularmente chamados Mórmons) e dos Estados Unidos. Foi dada por Edwin Rushton à volta de 1900, e supostamente feita em 1843 por Joseph Smith Jr., o fundador do movimento dos Santos dos Últimos Dias.
Os Santos dos Últimos Dias, segundo a versão de Rushton, "iriam até às Montanhas Rochosas e... seriam grandes e poderosas pessoas", associado com a linguagem figurativa da profecia, com um dos quatro Cavaleiros do Apocalipse bíblicos no Livro da Revelação.
A suposta declaração original de Smith prevê que a Constituição dos EUA irá um dia "estar por um fio" mas será salva pelos Santos dos Últimos Dias. A versão embelezada retrata-a como sendo "pelos esforços do Cavalo Branco".
Com base ou na versão de Rushton ou na declaração original de Smith, alguns críticos do Mormonismo e alguns entusiastas da doutrina popular sustentam que os Mórmons devem esperar que os EUA eventualmente se tornem numa Teocracia dominada pela Igreja de Jesus Cristo dos Santos dos Últimos Dias.
A ideia de que membros da Igreja de Jesus Cristo dos Santos dos Últimos Dias irão uma ou mais vezes agir para salvar uma Constituição dos EUA em perigo foi referenciada por numerosos líderes da Igreja, mas quanto à versão de Rushton da Profecia, a Igreja disse que "a assim chamada 'Profecia do Cavalo Branco'... não é adotada como doutrina da Igreja; enquanto numerosos fundamentalistas Mórmon continuam a pregar a doutrina".

## Origem

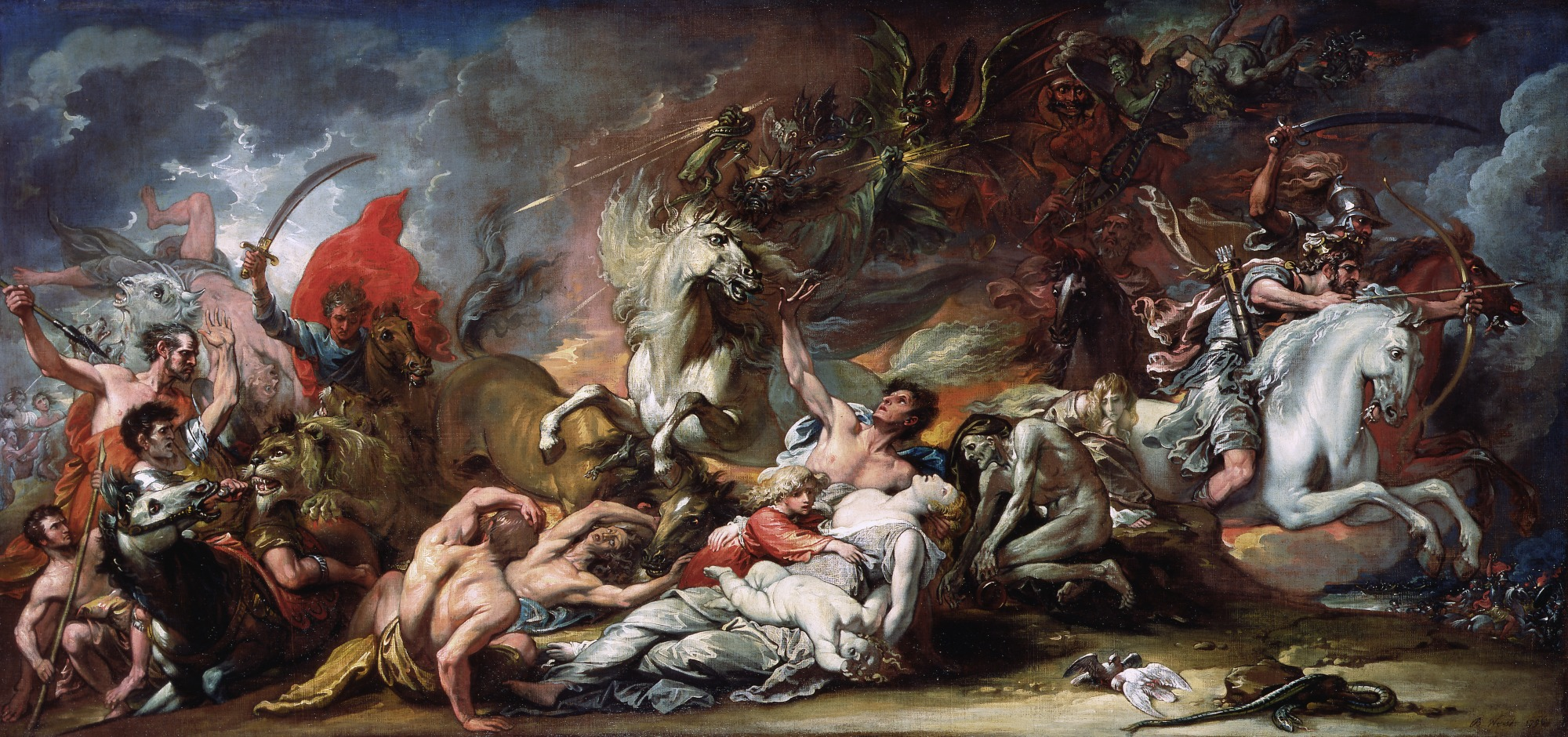
Morte num Cavalo Pálido pelo artista Benjamin West. Joseph Smith, 15 de junho de 1844: "[o barco a vapor] Maid of Iowa vai pelo rio à volta das 2 ou 3 da tarde Enquanto eu examino a pintura de Benj West da Morte num Cavalo Pálido que tem estado exibida na minha sala de leitura à 3 dias."

O fundador da Igreja dos Santos dos Últimos Dias Joseph Smith foi até Washington, D.C., em novembro de 1839 numa tentativa sem sucesso de obter ajuda para os seus seguidores perseguidos. Pat Bagley do The Salt Lake Tribune escreveu que a partir daí, Smith e os seus seguidores "consideravam-se os últimos americanos Reais" e "os herdeiros legítimos dos peregrinos e dos Pais Fundadores", que seriam chamados um dia para salvar a Constituição dos EUA. Acredita-se que Smith disse em 1840 que quando a Constituição estiver por um fio, os élders iriam chegar à frente "num cavalo branco" para salvar o país.
É dito que Joseph Smith fez a sua declaração no início de maio de 1843, enquanto os Santos do Últimos Dias eram sediados em Nauvoo, Illinois. Um dos associados de Smith que ouviu a declaração foi Edwin Rushton. A cópia mais completa da versão de Rushton da declaração de Joseph Smith está contida numa entrada em 1902 do diário de John Roberts de Paradise, Utah. Essa renderização afirmou que na sua declaração, Smith tinha profetizado que os Mórmons "irão até às Montanhas Rochosas e serão grandes e poderosas pessoas lá estabelecidas, que eu irei chamar o Cavalo Branco da paz e segurança". Smith adicionou "eu nunca irei lá" e previu perseguição continuada pelos inimigos da igreja, e ele alegadamente disse, "Tu irás ver a Constituição dos Estados Unidos quase destruída. Vai estar por um fio tão fino quanto uma fibra de seda... Eu amo a Constituição; foi feita pela inspiração de Deus; e será preservada e salva pelos esforços do Cavalo Branco, e pelo Cavalo Vermelho que irá combinar na sua defesa". Segundo o diário, Smith também disse que os Mórmons iriam enviar missionários para "recolher os honestos no coração entre o Cavalo Pálido, ou pessoas dos Estados Unidos, para apoiar a Constituição dos Estados Unidos como foi dada pela inspiração de Deus". O relato cita Smith como prevendo numerosas guerras envolvendo a Grã-Bretanha, França, Rússia, China, e outros países, e dizendo que a nobreza europeia "sabe que [Mormonismo] é verdade, mas não tem pompa suficiente, e grandiosidade e influência para eles ainda o adotarem". Ele também alegadamente disse que um templo que os Santos dos Últimos Dias tinham planeado construir no Condado de Jackson, Missouri "irá ser construído nesta geração".

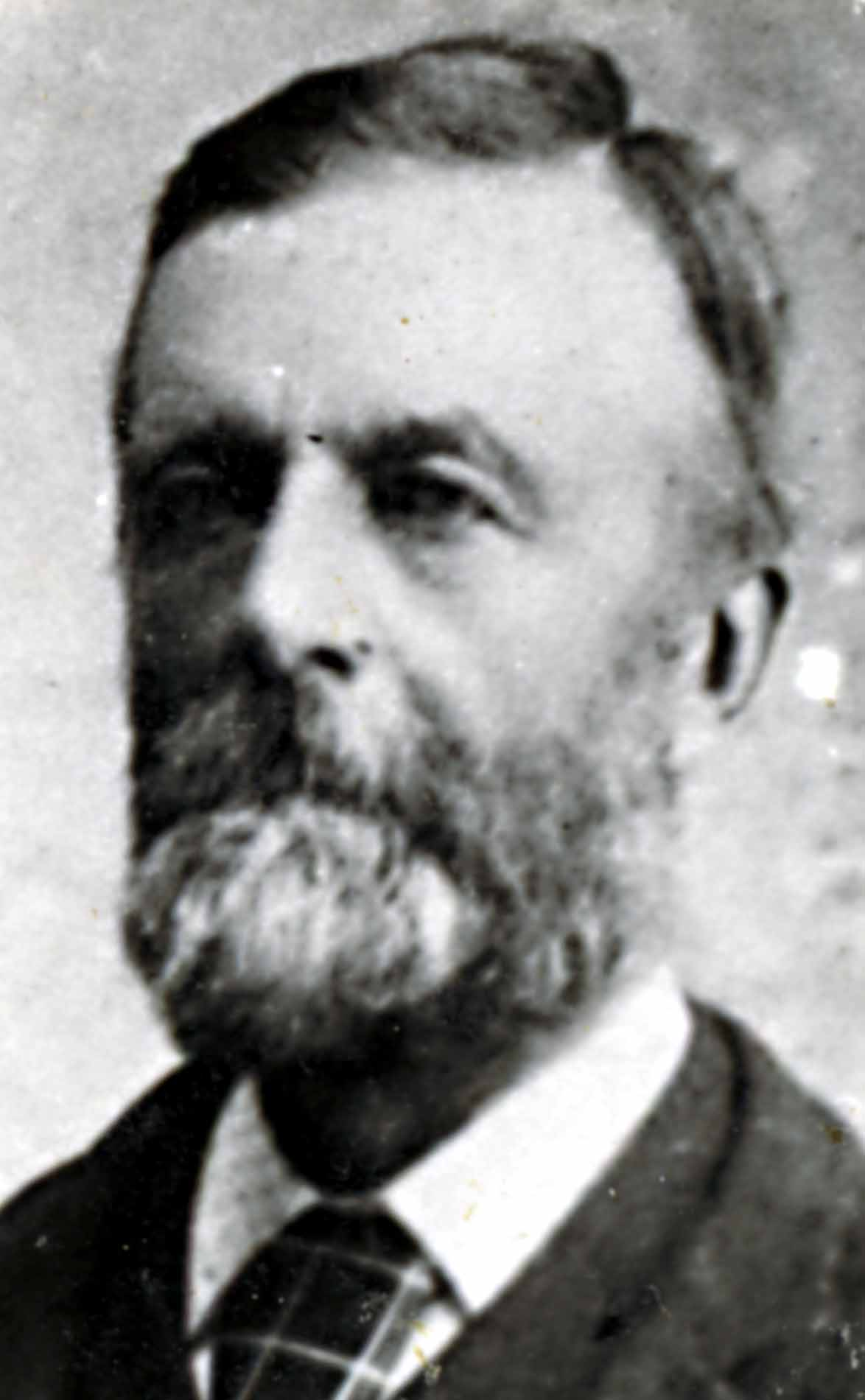
Edwin Rushton, metade de um século depois da morte de Joseph Smith, descreveu o que ficaria conhecida como a Profecia do Cavalo Branco.

Em 1844, Smith rejeitou as plataformas dos maiores candidatos para presidente dos Estados Unidos e decidiu conduzir a sua própria campanha de terceiros que foi encurtada pelo seu homicídio a 27 de junho desse ano. Depois de uma crise de sucessão na qual Brigham Young foi aceite como sucessor de Smith pela maioria dos Santos dos Últimos Dias, a migração Mórmon para o Intermountain West começou, sob a direção de Young em fevereiro de 1846.

## Autenticidade disputada
A autenticidade da Profecia do Cavalo Branco é muito disputada. A maioria do seu conteúdo simbolístico não foi atestado durante a vida de Smith mas foi em vez disso afirmado por Rushton muitos anos depois da morte de Smith. Enquanto que um núcleo filosófico na versão de Rushton é confirmado pelos líderes contemporâneos da Igreja como sendo ensinado por Smith, a formulação de Rushton, como um todo, tem sido frequentemente repudiada pela Igreja durante os anos, tão cedo quanto 1918. Uma análise da Profecia do Cavalo Branco foi incluída, junto com menções da sua autenticidade questionada, como um apêndice dentro de Profecia: Chave para o Futuro, pelo estudioso de escrituras e teólogo leigo Duane Crowther em 1962; e, mais recentemente, a Profecia foi referenciada na escrita de teologia especulativa pelo fundamentalista Mórmon Ogden Kraut.
Em 1918, Joseph F. Smith, presidente da  Igreja de Jesus Cristo dos Santos dos Últimos Dias, rejeitou a Profecia do Cavalo Branco como uma "história ridícula... e muito lixo que tem circulado... por dois dos nossos irmãos que juntaram algumas frases quebradas de [Joseph Smith] que possam ter ouvido de vez em quando". No seu livro de 1966 Doutrina Mórmon, o teólogo dos Santos dos Últimos Dias (e mais tarde apóstolo) Bruce R. McConkie escreveu, "De tempo em tempo, relatos de várias supostas visões, revelações,e profecias são espalhadas por e entre os Santos dos Últimos Dias, que deviam saber melhor do que acreditar ou espalhar tal informação falsa. Um destes documentos falsos e enganosos que tem aparecido uma e outra vez por mais de um século é a então chamada Profecia do Cavalo Branco".
No início de 2010, a Igreja de Jesus Cristo dos Santos dos Últimos Dias publicou um comunicado dizendo que "a então chamada 'Profecia do Cavalo Branco' é baseada em relatos que não foram substanciados pela pesquisa histórica e não são adotados pela doutrina da Igreja". Também em 2010, o historiador dos Santos dos Últimos Dias Don L. Penrod examinou diferenças significativas em dois relatos escritos antigos da profecia, notando que algumas palavras e frases não eram características do estilo de fala de Joseph Smith ou atual ao seu tempo, e especulou que Rushton tinha "nos seus anos de idade avançada gravado algumas coisas que [Smith] realmente disse, misturando palavras da sua própria criação". Adicionalmente notou que "memórias de palavras e eventos, especialmente anos mais tarde, são frequentemente defeituosas".

## Declarações semelhantes
Algumas fontes atribuem a Smith a ideia de que a Constituição dos EUA iria um dia estar por um fio, e os líderes da Igreja publicaram avisos semelhantes sobre a Constituição.

### Brigham Young

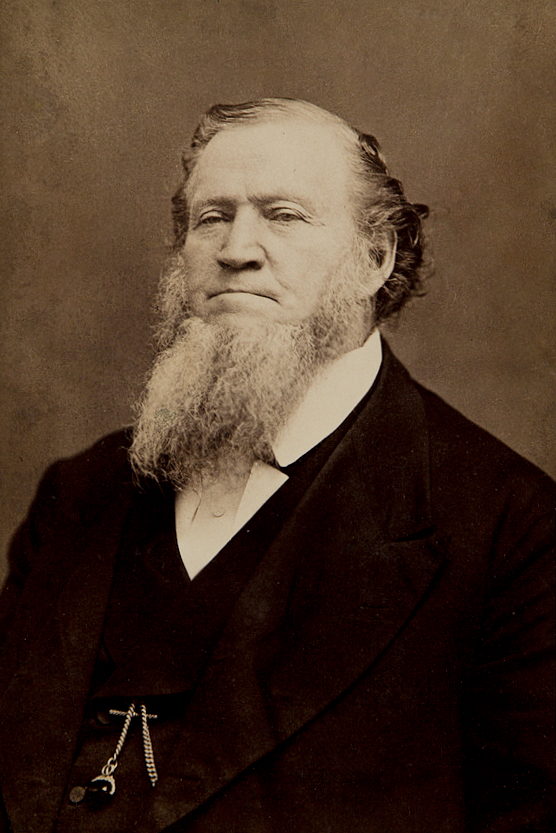
Brigham Young, quem assumiu a liderança da Igreja de Jesus Cristo dos Santos dos Últimos Dias depois da morte de Joseph Smith.

Em 1855, Brigham Young alegadamente escreveu que "quando a Constituição dos Estados Unidos se dependurar, por assim dizer, sobre um só fio, eles terão que chamar pelos Élders 'Mórmon' para a salvar de total destruição; e irão chegar-se à frente e fazê-lo".

### Orson Hyde
Em 1858, Orson Hyde, outro contemporâneo de Smith, escreveu que Smith acreditava "que a altura viria quando a Constituição e o país estariam em perigo de derrubada; e... se a Constituição for sequer salva, será pelos Élders da Igreja".

### Charles W. Nibley
Em 1922, o quinto Bispo Presidente da Igreja, Charles W. Nibley, afirmou que "o dia iria chegar quando houvesse tanta desordem, de combinações secretas tomando a lei nas suas mãos, atropelando direitos constitucionais e as liberdades das pessoas, que a Constituição iria estar por um fio. Sim, mas ainda irá pendurar, e vão haver boas pessoas suficientes, muitas que possam não pertencer à nossa Igreja, pessoas que têm respeito pela lei e ordem, e pelos direitos constitucionais, que irão mobilizar-se connosco e salvar a Constituição".

### Melvin J. Ballard
Em 1928, o apóstolo Melvin J. Ballard da Igreja de Jesus Cristo dos Santos dos Últimos Dias observou que "o profeta Joseph Smith disse que a altura iria chegar quando, por organizações secretas tomando a lei na suas mãos... a Constituição dos Estados Unidos iria ser tão dividida e separada, e vida e propriedade e paz e segurança iriam ter tão pouco valor, que a Constituição iria, por assim dizer, estar por um fio. Esta Constituição irá ser preservada, mas será preservada em grande parte em consequência do que o Senhor nos revelou e o que [os Mórmons], por ouvir o Senhor e sendo obedientes, irá ajudar a trazer, para estabilizar e dar permanência e efeito à Constituição em si. Isso também é a nossa missão".

### Joseph L. Wirthlin
Em 1938 Joseph L. Wirthlin segundo conselheiro no Bispado Presidente da Igreja na Conferência Geral de outubro de 1938 citouBrigham Young, e disse depois, "Nós vemos desta profecia, dita por um profeta de Deus que ainda recairá sobre o Sacerdócio desta Igreja a responsabilidade de proteger os direitos e a Constituição do nosso grande país".
E novamente na Conferência Geral em 1941 ele diz, "Se os nossos direitos expiram numa convulsão, o corpo político agora sendo lentamente drogado pelo ópio de uma prosperidade emprestada, irá sofrer uma grande operação financeira, que irá causar a morte da maior democracia do mundo; e os abutres e os urubus de algum "ismo" estrangeiro estarão à espera para se chegarem à frente e devorar a carcaça" e então refere-se à profecia de Brigham Young.

### J. Reuben Clark
Em 1942, J. Reuben Clark, um apóstolo e membro da Primeira Presidência da igreja, disse que "Tu e Eu temos ouvido todas as nossas vidas que a altura vai chegar quando a Constituição possa estar por um fio... Eu sei que se ela vai viver ou morrer está agora em jogo". Na Constituição, Clark também citou as "instituições grátis", separação de poderes, e a Declaração dos Direitos. Ele adicionou que "se nós temos que viver como uma Igreja, e progresso, e ter o direito de adorar... nós temos que ter grandes garantias que são configuradas pela nossa Constituição".

### Ezra Taft Benson
Num discurso na Universidade Brigham Young em 1986, Ezra Taft Benson, então presidente da Igreja de Jesus Cristo dos Santos dos Últimos Dias, disse, "Eu tenho fé que a Constituição será salva como profetizado por Joseph Smith. Mas não será salva em Washington. Será salva pelos cidadãos desta nação que amam e apreciam a liberdade. Será salva pelos membros iluminados desta Igreja – homens e mulheres que irão subscrever e obedecer pelos princípios da Constituição".

### Dallin H. Oaks
Em 2010, o Élder Dallin H. Oaks falou numa celebração do Dia da Constituição e alertou sobre a importância de preservar a Constituição dos EUA. Para esse efeito, ele alegou que "todos os cidadãos–qualquer seja a sua persuasão religiosa ou filosófica" deverão manter várias responsabilidades quanto à Constituição: entende-la, apoiar a lei, praticar virtude cívica, manter civilidade no discurso político, e promover patriotismo.

## Interpretação
Questões sobre as atitudes dos Santos dos Últimos dias quanto ao governo dos Estados Unidos, quer eles sejam considerados sozinhos ou como partes da Profecia do Cavalo Branco, têm crescido ao longo do tempo enquanto membros proeminentes da igreja se têm envolvido em políticas americanas. A Profecia do Cavalo Branco tem sido caracterizada como "efetivamente colocando crentes em Alerta Vermelho perpétuo para o possível fim da Constituição" e como admoestando os Mórmons a "vir salvar e restaurar a verdadeira Constituição por quaisquer meios necessários".
Escritores como Richard Abanes e Elaine Wolff têm especulado, com base na profecia, que os Mórmons esperam que os EUA eventualmente se tornem numa "teocracia governada pelos Mórmon divinamente ordenada a 'não só direcionar os assuntos políticos da comunidade Mórmon, mas eventualmente aqueles dos Estados Unidos e ultimamente o mundo" e que "um Mórmon, se fosse eleito presidente, aceitaria as suas ordens de Salt Lake City".
Além disso vários membros do Partido Republicano, alguns membros da igreja do Partido Democrata também se inspiraram a concorrer pela Profecia do Cavalo Branco.

### Família Romney
Em 1967, o candidato presidencial George W. Romney disse o seguinte sobre a Profecia do Cavalo Branco: "Eu sempre senti que eles queriam dizer que alguma vez a questão de se vamos proceder com base na Constituição iria surgir e nesta altura os líderes do governo que eram Mórmon iriam estar envolvidos em responder a essa pergunta". Em 2007, o candidato presidencial dos EUA Mitt Romney, filho de George, disse ao Salt Lake Tribune, "Eu não ouvi o meu nome associado com [a Profecia do Cavalo Branco] ou nada dessa natureza. Isso não é doutrina oficial da igreja... Eu não ponho isso no coração da minha crença religiosa".

### Glenn Beck

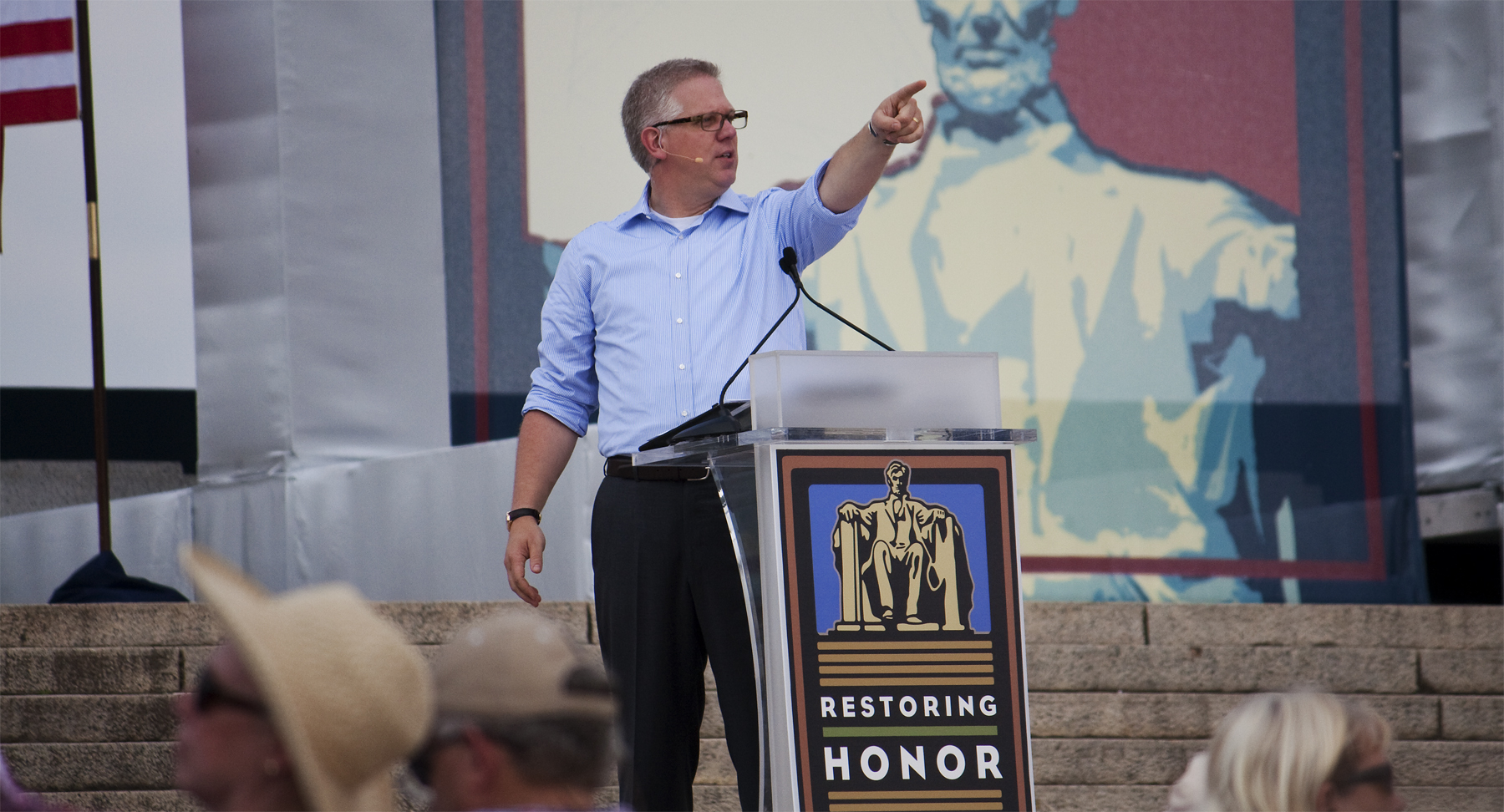
Figura da mídia Glenn Beck, a falar no rali da Restauração da Honra em 2010.

A figura de mídia conservadora Glenn Beck, que se juntou à Igreja de Jesus Cristo dos Santos dos Últimos Dias em 1999, alegou que o Presidente Barack Obama "vai trazer-nos à beira de triturar a Constituição, de socialismo maciço". A 14 de novembro de 2008, depois da eleição de Obama, Beck apareceu no programa de Bill O'Reilly, The O'Reilly Factor e disse que "nós estamos no lugar onde a Constituição está em jogo, eu sinto que a Constituição está em jogo atualmente, está por um fio a menos que os bons americanos acordem". Mais cedo em novembro, enquanto entrevistava o Senador dos EUA Orrin Hatch do Utah, também um Mórmon, Beck comentou, "Eu ouvi  Barack Obama falar sobre a Constituição e eu pensei, nós estamos no ponto ou estamos muito próximos do ponto onde a nossa Constituição está por um fio". Hatch apareceu no programa de Beck na Fox News em janeiro de 2009, e Beck levou-o a declarar, "Eu acredito que a nossa Constituição está por um fio".
A blogger e comentadora religiosa Joanna Brooks disse que "é provável que Beck deva a sua marca de Pai Fundador–culto ao Mormonismo... Muitos Mórmons também acreditam que Joseph Smith profetizou em 1843 que a Constituição dos EUA iria um dia 'estar por um fio' e ser salva pelos Mórmons fiéis". A jornalista Dana Milbank do Washington Post descreveu as opiniões de Beck como essencialmente "Profecia do Cavalo Branco conhece os cavaleiros do apocalipse", mas Milbank também observou que a Profecia do Cavalo Branco é "na verdade uma profecia bastante benigna. Eles estão a falar sobre restaurar lei e ordem e paz e tranquilidade. Não soa a uma coisa violenta".

### Rex Rammell

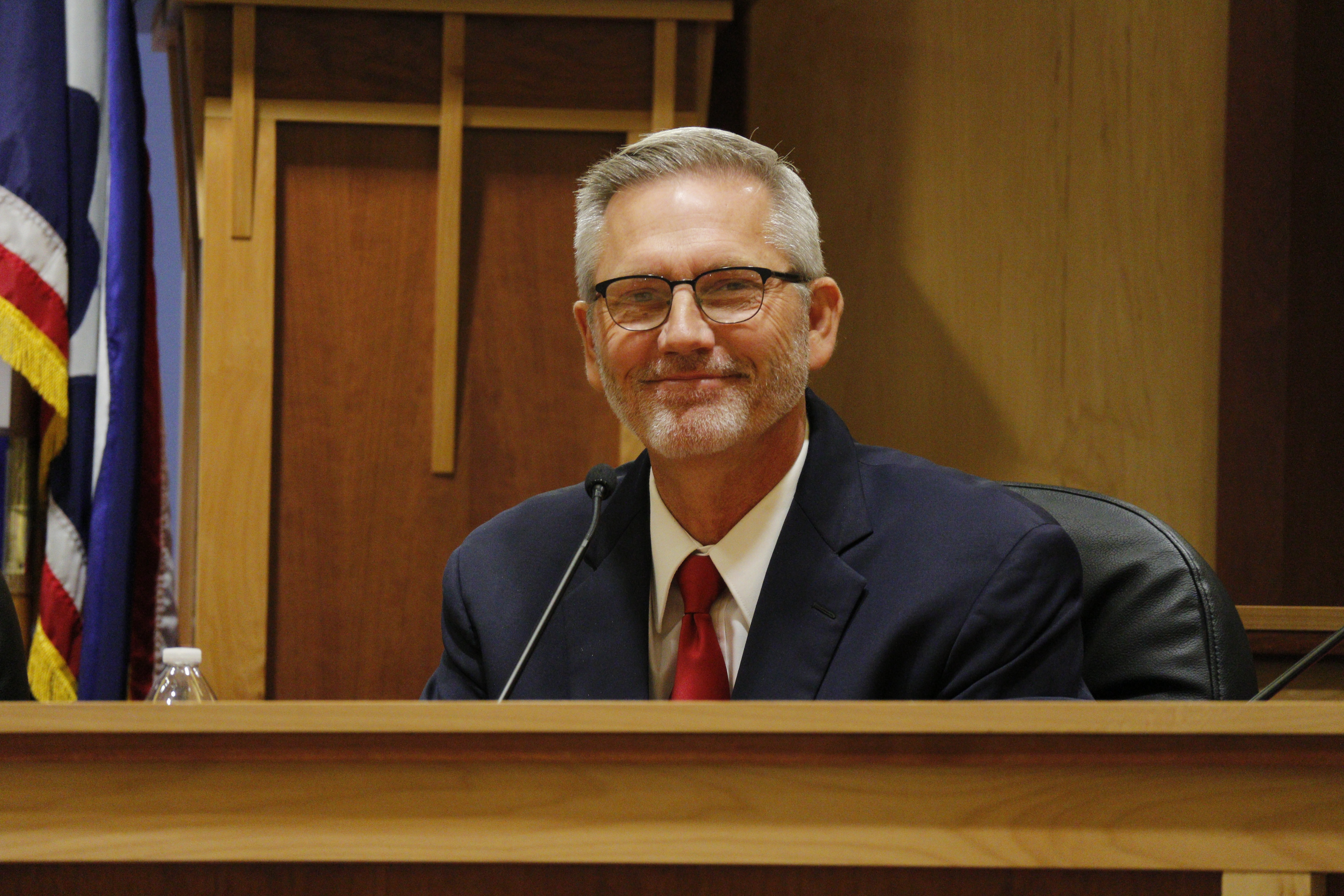
Rex Rammell no Fórum de 'Candidatos da Eleição Geral' Liga das Mulheres do Condado de Campbell em Gillette, Wyoming

Em 2009, o candidato para governador de Idaho Rex Rammell anunciou planos para fazer uma série de reuniões com homens Mórmon crentes, que iriam incluir a discussão da Profecia do Cavalo Branco. Em resposta, a Igreja de Jesus Cristo dos Santos dos Últimos Dias publicaram um comunicado que dizia que a igreja é "politicamente neutra" e esperava que "as práticas de campanha de candidatos políticos não fossem sugerir que a sua candidatura é apoiada ou conectada à igreja".
Rammell mais tarde retraiu o seu plano original de limitar as suas reuniões ao homens dos Santos dos Últimos Dias e pediu desculpa a "todos os cidadãos que não são membros da fé SUD, que tenham expressado um interesse sincero em frequentar as minhas reuniões e discutir a profecia e como podemos dar um passo à frente e salvar a Constituição dos Estados Unidos".